# Nhãn sinh thái

## Định nghĩa
Nhãn sinh thái được định nghĩa khác nhau:
Theo tổ chức thương mại thế giới WTO và Ngân hàng thế giới WB thì: Nhãn sinh thái là một loại nhãn được cấp cho những sản phẩm thoả mãn một số tiêu chí nhất định do một cơ quan chính phủ hoặc một tổ chức được chính phủ uỷ nhiệm đề ra. Các tiêu chí này tương đối toàn diện nhằm đánh giá tác động đối với môi trường trong những giai đoạn khác nhau của chu kỳ sản phẩm: từ giai đoạn sơ chế, chế biến, gia công, đóng gói, phân phối, sử dụng cho đến khi bị vứt bỏ. Cũng có trường hợp người ta chỉ quan tâm đến một tiêu chí nhất định đặc trưng cho sản phẩm, ví dụ mức độ khí thải phát sinh, khả năng tái chế, v.v…
Theo Mạng lưới nhãn sinh thái toàn cầu (GEN) định nghĩa Nhãn sinh thái là nhãn chỉ ra tính ưu việt về mặt môi trường của một sản phẩm, dịch vụ so với các sản phẩm, dịch vụ cùng loại dựa trên các đánh giá vòng đời sản phẩm.
Theo Tổ chức tiêu chuẩn quốc tế ISO: Nhãn sinh thái là sự khẳng định, biểu thị thuộc tính môi trường của sản phẩm hoặc dịch vụ có thể dưới dạng một bản công bố, biểu tượng hoặc biểu đồ trên sản phẩm hoặc nhãn bao gói, trong tài liệu về sản phẩm, tạp chí, kỹ thuật, quảng cáo các hình thức khác.
Về mặt hình thức, nhãn sinh thái có thể mang tên gọi khác nhau ở từng nước. Ví dụ các nước Bắc Âu có nhãn Thiên nga trắng, Đức có nhãn Thiên thần xanh, trong khi ở Singapore lại gọi là Nhãn xanh.
Ngoài nhãn sinh thái do một cơ quan đứng ra cấp, còn có một loại nhãn khác do nhà sản xuất tự gắn lên sản phẩm của mình như một hình thức quảng cáo với người dùng. Ta thấy có tủ lạnh dán nhãn "Không có CFC" (CFC là một loại hợp chất gây phá huỷ tầng ozone) hoặc có loại pin ghi "Không có thủy ngân".
Cả hai loại nhãn trên, nhãn sinh thái và nhãn do nhà sản xuất tự dán, đều gọi chung là nhãn môi trường.

## Các tiêu chuẩn
Các tiêu chuẩn để đánh giá khía cạnh môi trường của sản phấm của Nhãn sinh thái được quy định trong các hệ thống tiêu chuẩn ISO 14024:1999, ISO 14021:1999 và ISO 14025:2000.
ISO 14024 (Nhãn loại I/ Công bố môi trường kiểu I): Việc dán nhãn phải được bên thứ ba công nhận (không phải do nhà sản xuất hay các đại lý bán lẻ thực hiện), dựa trên phương pháp đánh giá chu trình sống của sản phẩm (Chu trình sống là các giai đoạn kế tiếp và liên kết với nhau của một hệ thống sản phẩm, từ khi tiếp cận nguyên liệu thôi hoặc từ khi phát sinh của các nguồn tài nguyên thiên nhiên cho đến khi thải bỏ cuối cùng). Theo tiêu chuẩn này thì các sản phẩm phải đáp ứng được các yêu cầu khác nhau và thường phụ thuộc vào mức độ khắt khe của tiêu chuẩn và vào cơ quan quản lý tiêu chuẩn.
ISO 14021 (Nhãn loại II/ Công bố môi trường kiểu II): Do nhà sản xuất hoặc các đại lý bán lẻ tự nghiên cứu, đánh giá và công bố cho mình, đôi khi còn được gọi là "Công bố xanh", có thể công bố bằng lời văn, biểu tượng hoặc hình vẽ lên sản phẩm do nhà sản xuất hoặc các đại lý bán lẻ quyết định. Công bố loại này phải đáp ứng được một số yêu cầu cụ thể như: phải chính xác và không gây nhầm lẫn, được minh chứng và được kiểm tra, xác nhận, tương ứng với sản phẩm cụ thể và chỉ được sử dụng trong hoàn cảnh thích hợp hoặc đã định, không gây ra sự diễn giải sai… Còn đối với việc lựa chọn biểu tượng đặc trưng dựa trên cơ sở chúng đã được thừa nhận hoặc sử dụng rộng rãi, ví dụ như vòng Mobius, dùng cho các công bố về hàm lượng tái chế hoặc tái chế được:
ISO 14025 (Nhãn loại III/ Công bố môi trường kiểu III): Bao gồm các thông tin định lượng về sản phẩm dựa trên đánh giá chu trình sống của sản phẩm. Mục đích chính là cung cấp dữ liệu môi trường được định lượng và có thể được dùng để thể hiện sự so sánh giữa các sản phẩm. Cũng giống với nhãn kiểu I là việc công bố phải được bên thứ ba công nhận nhưng các thông số môi trường của sản phẩm còn phải được thông báo rộng rãi trong Báo cáo kỹ thuật.
Điểm chung của cả ba loại này là đều phải tuân thủ 9 nguyên tắc được nêu trong tiêu chuẩn ISO 14020:1998 (nguyên tắc về tiêu chuẩn đánh giá, các điều khoản áp dụng, thủ tục, phương pháp…) trong đó, điểm mấu chốt là các thông tin đưa ra phải khoa học, chính xác và dựa trên kết quả của quá trình đánh giá vòng đời sản phẩm, các thủ tục phải không cản trở cho hoạt động thương mại quốc tế.